# Mônica Paludo
Mônica Paludo Monteiro (Cunha Porã, 19 de outubro  de 1973) é uma ex-voleibolista  indoor e também de  vôlei de praia, que  disputou a edição dos Jogos Pan-Americanos de 1999 em Winnipeg e o Campeonato Mundial de Vôlei de Praia de 1999 na França. Foi tricampeã do Circuito Sul-Americano de Vôlei de Praia nos anos de 1999 e 2005, ambas no Chile, e em 2002 na Bolívia.

## Carreira
Nascida em Santa Catarina, passou muitos anos residindo em Cachoeirinha Grande, no Rio Grande do Sul e representando este Estado no voleibol.Iniciou a praticar a modalidade desde 1998, quando jogava cm sua irmã Milene, também atuou como modelo e passou a concentrar-se totalmente na carreira de atleta.
Sua estreia no Circuito Mundial  de Vôlei de Praia ocorreu em 1998 ao lado da jogadora Mônica Rodrigues, ocasião que  finalizaram na décima sétima posição no Aberto de Salvador.
Antes de formar dupla com Mônica Rodrigues, ela também atuava no voleibol indoor, representou o time da Ulbra, na posição de ponteira passadora quando disputou a Seletiva para a Superliga Brasileira A 1997-98,  e em competições no Rio Grande do Sul em competia no vôlei de praia ao lado de Patrícia Melo, invariavelmente  alcançando somente a sétima colocação e os 24 anos estreava no Circuito Brasileiro.
Atuando pelo Circuito Brasileiro Bando do Brasil de Vôlei de Praia de 1998 conquistou ao lado de  Adriana Bento o quarto lugar geral da temporada e foi eleita a Revelação da competição nesta jornada.
Na temporada de 1999 do Circuito Mundial, prosseguiu jogando ao lado de Adriana Bento , e alcançaram a trigésima terceira posição nos Abertos de Acapulco e Toronto, a décima terceira colocação nos Abertos de Salvador e Dalian, e disputaram na edição do Campeonato Mundial de Vôlei de Praia em Marseille,  obtendo a nona posição, e quinta colocação na edição dos Jogos Pan-Americanos de Winnipeg, tendo como melhor resultado na jornada o título da etapa Challenger de Portici na Itália.
No Circuito Brasileiro disputou pela primeira vez o Rei e Rainha da Praia em 1999.Ainda em 1999 foi campeã da etapa de Vinã del Mar, Chile,  válida pelo Circuito Sul-Americano desta temporada.
Em 2000 disputou apenas o Aberto de Vitória pelo Circuito Mundial, desta vez ao lado de Alexandra Fonseca e encerrando na nona colocação.Pelo Circuito Brasileiro de 2000 classificou-se para o torneio principal da etapa do Piauí ao lado de Patrícia Melo.
Ao lado de Gerusa Ferreira disputou o Aberto de Fortaleza, válido pelo Circuito Mundial de 2001, finalizando na nona posição., também disputaram vaga (qualifying) para o Grand Slam de Salvador; e com esta parceira sagrouse-campeã da etapa de Bertioga do I Circuito de Vôlei de Praia Tess / ondefor.com.
Novamente disputou a edição do torneio Rainha da Praia em 2001 e disputou  em Niterói, na Praia de Icaraí, ao lado de Rejane Cannes, Carol e  Tatiana Minello,  a Copa Samsung de Vôlei Four de 2001, representando o Rio Grande do Sul, e alcançou o terceiro lugar.
No Circuito Brasileiro de 2001, ao lado de Gerusa,  disputou a etapa de Uberlândia, ficou com o vice-campeonato na primeira etapa da competição, ocorrida em Curitiba, foram terceiras colocadas na etapa de João Pessoae na etapa de São José dos Campos.
Também conquistou o título da nona etapa do Circuito Nacional, disputada em São José do Rio Preto, São Paulo, na décima primeira  etapa, ocorrida em Fortaleza, alcançaram o vice-campeonato.Ao lado de Gerusa conquistou a quarta colocação geral do Circuito Brasileiro de Vôlei de Praia correspondente à temporada de 2001.
Em 2002 ao lado de Val Leão conquistaram a nona posição no Aberto de Vitória.Ainda neste ano disputou o Rainha da Praia.Com Val conquistou o título da etapa de Campo Grande, válida pelo Circuito Bando do Brasil de 2002.
Também disputou em 2002 ao lado de Val Leão o Circuito Brasileiro Banco do Brasil Challenger, alcançando o título na etapa de Campo Grande, Mato Grosso do Sul, também na etapa de Belém, Pará, mas ocuparam a quarta posição na etapa de São Luís e alcançaram o vice-campeonato na etapa de Natal, obtendo assim o título no geral nesta edição.Juntas disputaram e conquistaram o ouro no Torneio Internacional da Colômbia de 2002.
Representando o Rio Grande do Sul, compos o quarteto que disputou a Copa Samsung de Vôlei de Praia de 2002, na praia do Guarujá, ao lado de  Rejane Cannes, Carol e  Tatiana Minello , quando  alcançou o quarto lugar.Conquistou o título da etapa de Laz Paz, Bolívia, do Circuito Sul-Americano de 2002 ao lado de Érika Nascimento.
Conquistou o título da etapa de Florianópolis da Copa Samsung de Vôlei de Praia de 2003, compondo o quarteto de São Paulo: Ana Richa, Larissa França  e Val.Disputou a etapa Challenger de Aracaju, pelo Circuito Banco do Brasil de 2003 ao lado da paraibana Thatiana Soares e também a etapa de Natal, e foram terceiras colocadas na etapa de São Luís pelo mesmo circuito
Disputou com Vanessa Lage, em Farol de São Tomé, na cidade de Campos, Rio de Janeiro a etapa do Circuito Sul-Americano de Vôlei de Praia de 2003.
Com Thatiana Soares conquistaram a classificação para o torneio principal do Circuito Banco do Brasil de Vôlei de Praia de 2003.Disputaram etapa de São Luís válida pelo Circuito Banco do Brasil Challenger do mesmo ano.
Em 2004 formou dupla com Ângela Lavalle, e pelo Circuito Mundial não alcançaram classificação no Aberto de Fortaleza e a quarta colocação no Aberto do Rio de Janeiro.No ano seguinte finalizaram na nona posição no Aberto de Salvador.Ela converteu-se evangélica e casou-se no dia 4 de julho de 2004 com o advogado chamado Félix.Também em 2004 disputou o Rainha da Praia.
No Circuito Banco do Brasil de 2004, ao lado de Ângela Lavalle, alcançou a fase semifinal  da terceira etapa em Porto Alegre  do Circuito Banco do Brasil de Vôlei de Praia 2004, sagrando-se vice-campeãs; também sagrou-se vice-campeã  na sexta etapa em Brasília, bronze na etapa de Aracaju;  alcançaram o quarto lugar na etapa de Recife, e também  na etapa de  Maceió; juntas também  disputaram a quinta etapa em Rondonópolis ,  ao final de todo circuito conquistaram a quarta colocação geral .
Com Ângela Lavalle disputou o Aberto de Salvador, válido pelo Circuito Mundial de 2005, quando finalizaram na nona colocação.Juntamente com Ângela conquistou o título da etapa de Los Andes, Chile, pelo Circuito Sul-Americano de Vôlei de Praia de 2005 .
Com esta mesma parceria competiu na jornada de 2005, quando disputaram a etapa de Rio das Ostras do Circuito Banco do Brasil Challenger  e foram campeãs, mesmo feito obtido em na etapa de Palmas,além de disputar a etapa de Manaus, na qual ficaram com o vice-campeonato; também na etapa de Londrina pelo Circuito Nacional,    e nesta jornada  disputou o torneio Rei e Rainha da Praia.
Na temporada de 2006 jogou com Luana Madeira quando alcançaram qualificação para o torneio principal da etapa de João Pessoa do Circuito banco do Brasil de Vôlei de Praia e de Brasília e com a gaúcha Carol disputou a etapa de Porto Alegre , e juntas disputaram a etapa de Juiz de Fora, válida pelo Circuito Banco do Brasil Challenger.
Competiu nos Jogos Abertos do Interior de 2007 na cidade de Praia Grande ao lado de Nina Zgoda e também disputaram e tapa de Maceió, válida pelo Circuito Banco do Brasil de 2007.
No período esportivo de 2007 formou dupla com Andréa Teixeira, alcançaram pelo Circuito Banco do Brasil a décima nona posição nas etapas de Campo Grande, Porto Alegre, Londrina, Juiz de Fora e Santos; e ao lado de Nina Zgoda  ficou entre as treze melhores duplas na etapa de Brasília e a décima terceira posição nas etapas de Palmas e Salvador, mesmo posto obtido em Cabo Frio e Maceió, além da décima nona posição na etapa de Vila Velha e João Pessoa.
Competiu em 2008 ao lado de Naiana Araújo no Circuito Banco do Brasil, e alcançaram a décima nona colocação nas etapas de Xangri-Lá e Florianópolis, a décima terceira posição na etapa de Foz do Iguaçu,  a quarta colocação na etapa de Campo Grande.Na mesma temporada formou dupla com Isabela Maio e disputaram a etapa de Maceió do Circuito Bando do Brasil, finalizando na décima terceira posição, mesma posição na etapa de Cáceres, ainda disputaram a etapa de Fortaleza,  além do décimo nono lugar  em Brasília e Vila Velha.
Disputou ao lado de Patrícia Moura algumas etapas do Circuito Banco do Brasil de 2009 em Balneário Camboriu e Curitiba, já na etapa de Santa Maria jogou com Carol e finalizaram na décima nona posição, depois com Patrícia Moura ocupou a décima nona posição na etapa de São José dos Campos e por último disputou as etapas de Vitória e Belém ao lado de Mirlena Santos e a etapa de Recife jogou com Amanda Maltez .Ainda em 2009 foi campeã na etapa do Distrito Federal válida pelo Circuito Estadual Banco do Brasil e o bronze na etapa de Santa Catarina, jogando com Amanda Maltez .
Após ser mãe, dedicou –se a esta fase, até a décima etapa do Circuito Banco do Brasil de 2010 era a segunda atleta do Rio Grande do Sul melhor colocada, ocupando a décima oitava colocação.No ano de 2010 passou a competir com a jovem Amanda Maltez, na etapa de São José dos Campos do Circuito Banco do Brasil.

## Títulos e resultados
- Etapa Challenger de Portici:1999[3]
- Etapa do Aberto do Rio de Janeiro:2004[3]
- Etapa da Los Andes do Circuito Sul-Americano de Vôlei de Praia:2005[2]
- Etapa da La Paz do Circuito Sul-Americano de Vôlei de Praia:2002[35]
- Etapa de Viña del Mar do Circuito Sul-Americano de Vôlei de Praia:1999[7]
- Torneio Internacional da Colômbia:2002[31]
- Circuito Brasileiro Banco do Brasil:1998[5] e 2001[26] e 2004[52]
- Etapa de Campo Grande do Circuito Brasileiro Banco do Brasil:2002[28]
- Etapa de São José do Rio Preto do Circuito Brasileiro Banco do Brasil:2001[23]
- Etapa de Brasília do Circuito Brasileiro Banco do Brasil:2004[49]
- Etapa de Porto Alegre do Circuito Brasileiro Banco do Brasil:2004[46]
- Etapa de Fortaleza do Circuito Brasileiro Banco do Brasil:2001[25]
- Etapa de Curitiba do Circuito Brasileiro Banco do Brasil:2001[19]
- Etapa de João Pessoa do Circuito Brasileiro Banco do Brasil:2001[21]
- Etapa de São José dos Campos do Circuito Brasileiro Banco do Brasil:2001[22]
- Etapa de Campo Grande do Circuito Brasileiro Banco do Brasil:2008[2]
- Etapa de Recife do Circuito Brasileiro Banco do Brasil:2004[50]
- Etapa de Maceió do Circuito Brasileiro Banco do Brasil:2004
- Circuito Brasileiro Banco do Brasil Challenger:2005[57]
- Circuito Brasileiro Banco do Brasil Challenger:2002[31]
- Etapa de Palmas do Circuito Brasileiro Banco do Brasil Challenger:2005[56]
- Etapa de Rio das Ostras do Circuito Brasileiro Banco do Brasil Challenger:2005[55]
- Etapa de Belém do Circuito Brasileiro Banco do Brasil Challenger:2002[30]
- Etapa de Campo Grande do Circuito Brasileiro Banco do Brasil Challenger:2002[29]
- Etapa de Manaus do Circuito Brasileiro Banco do Brasil Challenger:2005[58]
- Etapa de Natal do Circuito Brasileiro Banco do Brasil Challenger:2002[31]
- Etapa de São Luís do Circuito Brasileiro Banco do Brasil Challenger:2003[2]
- Etapa de Aracaju do Circuito Brasileiro Banco do Brasil Challenger:2003[2]
- Etapa de São Luís do Circuito Brasileiro Banco do Brasil Challenger:2002[31]
- Etapa do Distrito Federal do Circuito estadual Banco do Brasil:2009[2]
- Etapa de Santa Catarina do Circuito estadual Banco do Brasil:2009[69]
- Circuito de Vôlei de Praia Tess / Ondefor.com:2001[12]
- Etapa de Florianópolis da Copa Samsungl:2003[37]
- Etapa de Florianópolis da Copa Samsungl:2001[17]
- Etapa de Florianópolis da Copa Samsungl:2002[33]

## Premiações Individuais
- Revelação do Circuito Banco do Brasil de 1998[2]